# La Redevance du fantôme

La Redevance du fantôme est un téléfilm français réalisé par Robert Enrico et diffusé en 1965, adapté de la nouvelle éponyme (The Ghostly Rental) de Henry James.

## Synopsis
Au cours d'une promenade dans la campagne, un jeune étudiant, Fanning, découvre une maison abandonnée dont le capitaine Diamond, un petit vieillard, est propriétaire. L'étudiant, qui réussit à se lier avec le vieillard, apprend que cette maison est hantée par le fantôme de la fille du vieillard dont il a jadis provoqué la mort. Le fantôme de la jeune fille lui loue la maison et tous les trimestres, il doit aller recevoir, des mains du spectre, le montant du loyer. Un jour, l'étudiant accepte d'aller dans la maison toucher la redevance à la place du vieillard, qui est tombé malade...

## Fiche technique
- Titre : La Redevance du fantôme
- Réalisateur : Robert Enrico
- Scénario : Jean Gruault, d’après la nouvelle La Redevance du fantôme de Henry James
- Musique : François de Roubaix
- Directeur de la photographie : René Mathelin
- Genre : drame fantastique
- Production :  ORTF
- Pays :  France
- Durée : 1h30
- Diffusion : 17 avril 1965

## Distribution
- Stéphane Fey : Fanning
- Marie Laforêt : Miss Diamond
- Michael Lonsdale : Kernan
- Reine Courtois : Miss Deborah
- François Vibert : Le capitaine Diamond
- Darling Légitimus : Belinda
- Odette Barrois : La voisine
- Claudine Maugey : Kate
- Philippe Sautrec : Lester

## DVD et Blu-ray
Fin 2012, INA éditions a édité ce film dans sa collection Les Inédits fantastiques, en même temps que La Peau de chagrin de Michel Favart d'après Honoré de Balzac et La Métamorphose de Jean-Daniel Verhaeghe d'après Franz Kafka. La Redevance du fantôme prend place dans un coffret Henry James proposant également Le Tour d'écrou de Raymond Rouleau, De Grey de Claude Chabrol et Un jeune homme rebelle de Paul Seban.